# Gustaaf Adolf Heinze
Gustaaf (Gustav) Adolf Heinze (Leipzig, 1 d'octubre de 1821 - Muiderberg, 20 de febrer de 1904) fou un director d'orquestra i compositor alemany del Romanticisme.
El 1835 entrà com a clarinet en l'orquestra de la Gewandhaus, i el 1844 fou nomenat segon director d'orquestra del Teatre Municipal de Breslau, en el que estrenà les òperes Lorelei (1846) i Die Ruinen von Tharandt (1847), per les quals havia escrit els poemes la seva esposa Enrietta H. Berg (1812-1892). El 1850 passà a Amsterdam com a director d'orquestra de l'Òpera alemanya, dirigint, a més, allà diverses societats de concerts i, on entre altres alumnes tingué a Lambert Adriaan van Tetterode, Jules ten Brink.
Entre les seves composicions, a més de les òperes ja mencionades, els oratoris Auferstchung, Sankta Caecilia, Der Foenschleier i Vincentius von Paula; tres misses, trios, obertures, cantates, himnes, lieder i cors per a veus d'homes.